# Étoile variable de type SX Arietis
Pour les articles homonymes, voir Étoile variable et Arietis.

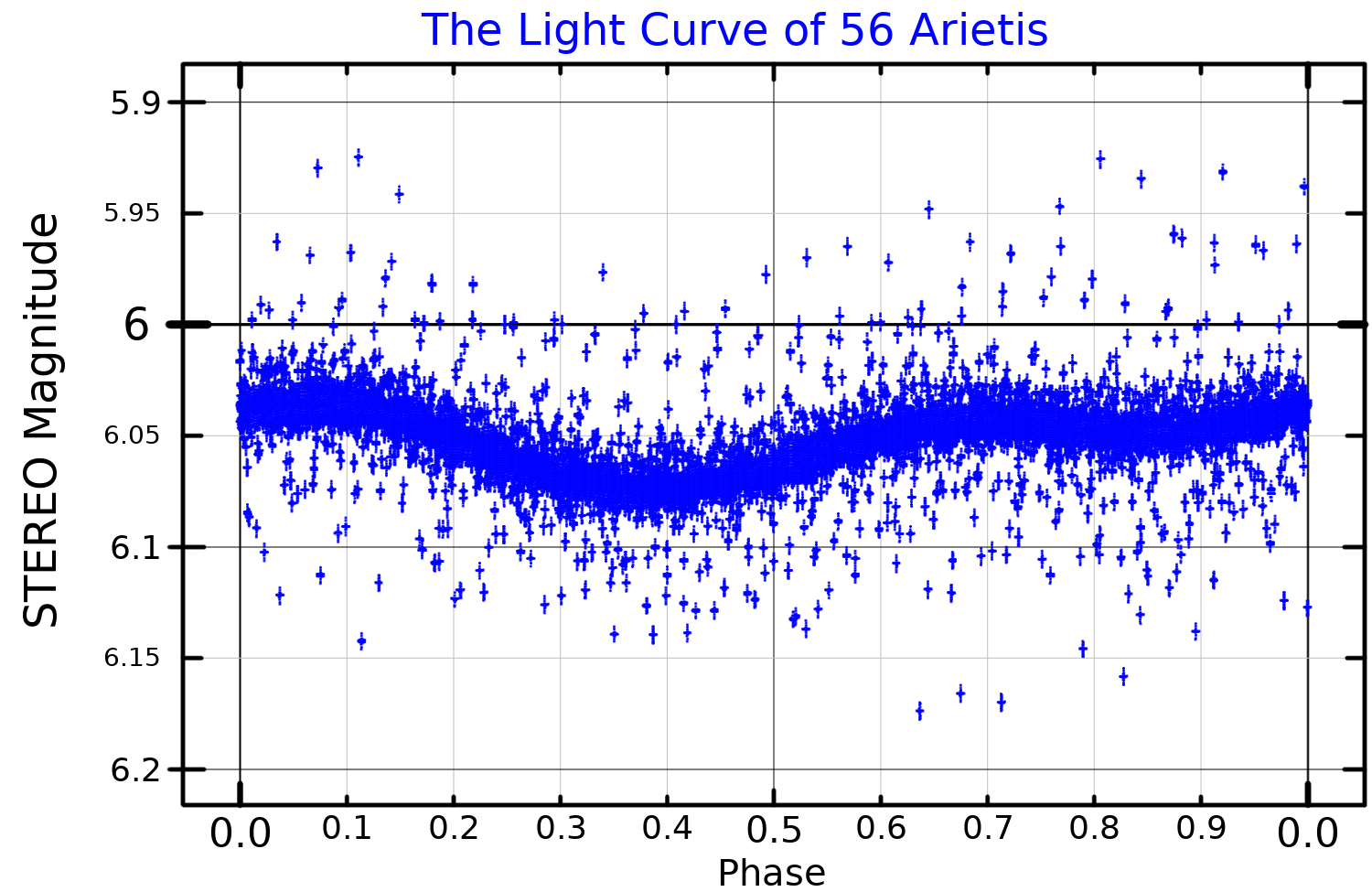
Courbe de lumière de SX Arietis, obtenue avec le satellite STEREO.

Les variables de type SX Arietis sont un type d'étoiles variables. Ce sont les analogues à haute température des variables de type Alpha2 Canum Venaticorum qui possèdent de forts champs magnétiques et des raies spectrales intenses de He I et de Si III. Elles présentent des fluctuations de luminosité d'environ 0,1 magnitude sur des périodes d'environ une journée. Elles sont parfois également appelées les variables à hélium. Le prototype de cette classe est 56 Arietis, qui porte la désignation d'étoile variable SX Arietis.

## Liste
La liste suivante contient des variables SX Arietis sélectionnées pour leur intérêt en astronomie amateur ou professionnelle. Sauf mention contraire, les magnitudes indiquées sont dans la bande V.
| Étoile                 | Magnitude moyenne | Type spectral | Période (en jours) | Distance (en parsecs) |
| ---------------------- | ----------------- | ------------- | ------------------ | --------------------- |
| Alpha Sculptoris       | 4.27              | B7IIIp        |                    | 238                   |
| Sigma Lupi             | 4.42              | B2III         | 3.02               | 176                   |
| HD 125823              | 4.42              | B7IIIpv       | 8.82               | 140                   |
| HR 2949                | 4.43              | B5IV          | 1.90               | 113                   |
| 28 Cygni               | 4.93              | B2.5Ve        | 0.70               | 317                   |
| 36 Lyncis              | 5.29              | B9            | 3.83               | 178                   |
| V913 Scorpii           | 5.43              | B5V           | 0.98               | 170                   |
| V692 Coronae Australis | 5.46              | B2.5III       | 1.67               | 357                   |
| HD 21699               | 5.46              | B8IIImnp      | 2.48               | 186                   |
| 56 Arietis             | 5.76              | B6IV-V        | 0.73               | 154                   |
| HD 133880              | 5.79              | B8IVSi        | 0.88               | 111                   |
| HD 28843               | 5.81              | B9III         | 1.37               | 146                   |
| 3 Scorpii              | 5.87              | B8III/IV      | 1.46               | 158                   |
| V957 Scorpii           | 5.90              | B6V           |                    | 258                   |
| V929 Scorpii           | 5.92              | B8V           | 1.49               | 161                   |
| HR 7355                | 6.02              | B2Vn          | 0.52               | 273                   |
| HD 145792              | 6.42              | B6IV          | 1.70               | 144                   |
| HD 37017               | 6.56              | B1.5V         | [ n 1 ]            | 380                   |
| Sigma Orionis E        | 6.61              | B2Vp          | 1.19               | 329                   |
| HD 37776               | 6.96              | B2V           | 1.54               | 330                   |
| HD 37058               | 7.30              | B3Vp          | 15.26              |                       |
| HD 184927              | 7.44              | B2V           | 9.35               | 543                   |
| HD 191612              | 7.80              | O8fpe         | 538                | 2041                  |
| HD 35298               | 7.91              | B7IV          | 1.85               | 532                   |
| HD 36668               | 8.05              | B8V           | 2.12               | 249                   |
| HD 34626               | 8.16              | B1.5IVnp      | 0.50               | 483                   |